# Zasłonak złotożółty

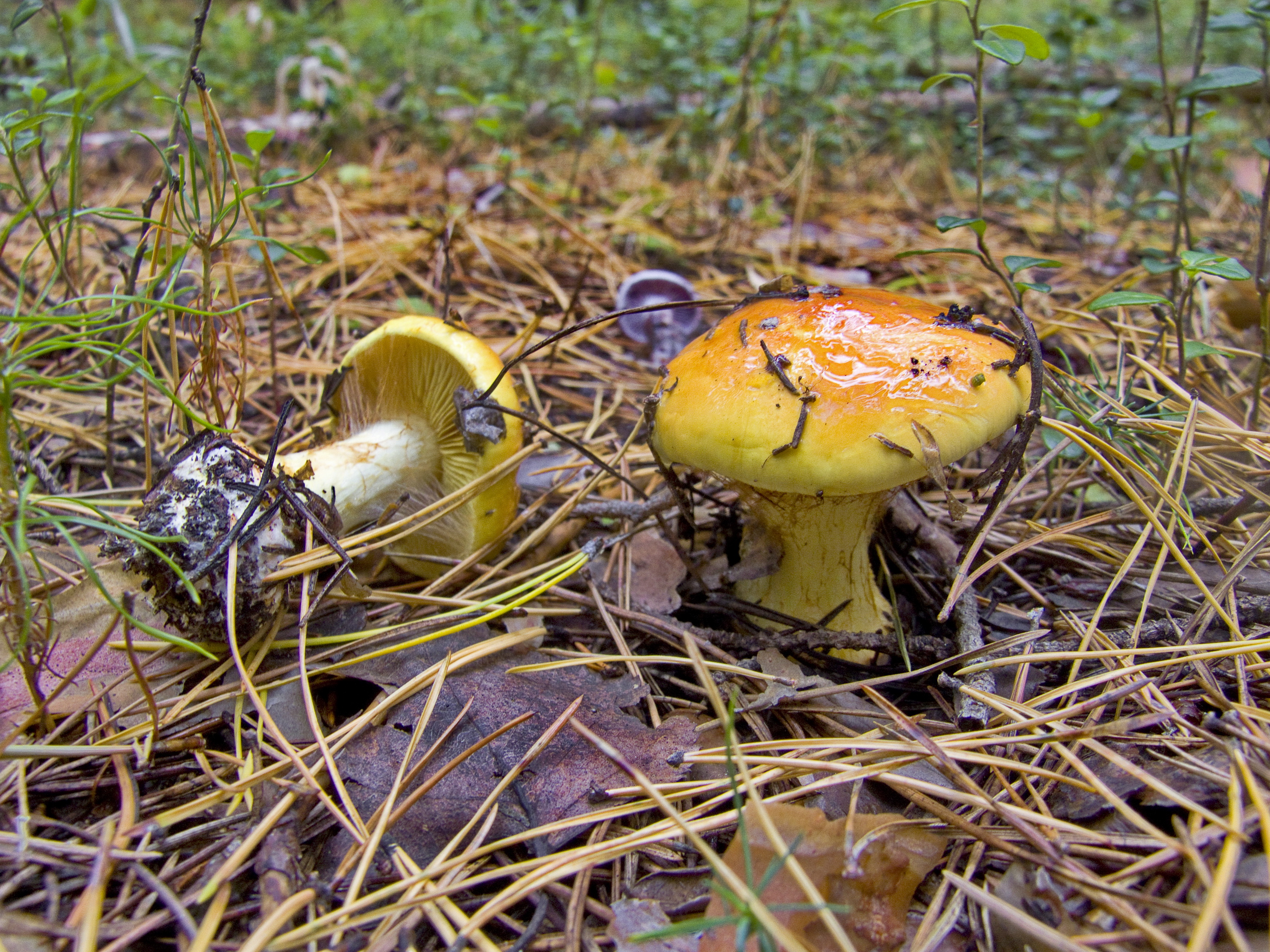

Zasłonak złotożółty (Calonarius aureofulvus (M.M. Moser) Niskanen & Liimat.) – gatunek grzybów należący do rodziny zasłonakowatych (Cortinariaceae).

## Systematyka i nazewnictwo
Pozycja w klasyfikacji według Index Fungorum: Calonarius, Cortinariaceae, Agaricales, Agaricomycetidae, Agaricomycetes, Agaricomycotina, Basidiomycota, Fungi.
Po raz pierwszy zdiagnozował go Meinhard Michael Moser w 1952 roku. Obecną nazwę nadali mu Tuula Niskanen i Kare Liimatainen w 2022 r.
Synonimy:
- Cortinarius aureofulvus M.M. Moser 1952

Phlegmacium aureofulvum (M.M. Moser) M.M. Moser 1960.
Polską nazwę nadał mu Andrzej Nespiak w 1975 r. Jest niespójna z aktualną nazwą naukową.

## Morfologia
Kapelusz
Średnica 4–10 cm, początkowo półkulisty z podwiniętym brzegiem, potem wypukły, w końcu płaski z szerokim garbem. Powierzchnia w stanie wilgotnym nieco śliska lub lepka, żółta lub zielonożółta na brzegu w młodym wieku, żółtopomarańczowa na górze, pomarańczowa do rdzawobrązowej w wieku dorosłym. Zasnówka biaława do jasnocytrynowożółtej.
Blaszki
Gęste, przez długi czas zielonożółte, w końcu rdzawo oliwkowobrązowe.
Trzon
Wysokość 4–10 cm, grubość 1–2 (3,5) cm, cylindryczny, u podstawy z bulwą. Powierzchnia zielonożółta, czasem z szaroniebieskim odcieniem u góry, pokryta białawą lub żółtą, włóknistą zasnówką.
Miąższ
Białawy, pod skórką zielonkawo-żółty, wyjątkowo szaroniebieski w górnej części. Zapach niewyraźny, smak łagodny.
Cechy mikroskopowe
Zarodniki o kształcie migdałkowatym lub cytrynowatym, 9–11,5 × 6–7 µm, grubo brodawkowane.

## Występowanie i siedlisko
Znane jest występowanie tego gatunku w Ameryce Północnej (w USA i Kanadzie), w Europie i w Rosji. Najliczniejsze stanowiska podano na Półwyspie Skandynawskim. W Polsce do 2003 r. znane było tylko jedno stanowisko podane przez Annę Bujakiewicz w 1979 r. w Babiogórskim Parku Narodowym. Znajduje się na Czerwonej liście roślin i grzybów Polski w kategorii E – gatunki wymierające, których przeżycie jest mało prawdopodobne, jeśli nadal będą działać czynniki zagrożenia.
Na stanowisku w Polsce rósł w lesie iglastym na ziemi (grzyb naziemny). Grzyb mykoryzowy żyjący w symbiozie z sosną i świerkiem, prawdopodobnie także z jodłą.

## Gatunki podobne
Jest wiele podobnych, żółtych zasłonaków. Najbardziej podobny jest zasłonak złoty (Cortinarius elegantissimus). Odróżnia się siedliskiem (rośnie pod bukami), a także cechami mikroskopowymi – ma większe zarodniki.